# Серадз
Серадз (також Сєрадзпол. Sieradz) — місто в центральній Польщі, на річці Варта.
Адміністративний центр Серадзького повіту Лодзького воєводства.

## Історія
- 1339—1793: центральне місто Серадзького воєводства Королівства Польського та Корони Польської в Речі Посполитій.
- Тут знаходиться сумнозвісна в’язниця, в якій утримувались українці-політв’язні за часів ІІ Речі Посполитої.

## Демографія
Демографічна структура станом на 31 березня 2011 року:
|          | Загалом | Допрацездатний вік | Працездатний вік | Постпрацездатний вік |
| -------- | ------- | ------------------ | ---------------- | -------------------- |
| Чоловіки | 20820   | 3891               | 14794            | 2135                 |
| Жінки    | 23083   | 3814               | 14199            | 5070                 |
| Разом    | 43903   | 7705               | 28993            | 7205                 |

## Відомі люди

### Народились
- Людвік Соколовський — польський архітектор.
- Пиянка Януш (* 1959) — польський письменник, журналіст, мандрівник.

### Сєрадзькі воєводи, старости, каштеляни
- Якуб (Якуш) з Конецполя і Янушовиць — воєвода (1394 р.);
- Ян «Ташка»  — староста (син попереднього); канцлер коронний, опікун королівства (1434 р.);
- Пшедбур, Ян, Якуб Конецпольські — старости (сини попереднього);
- Олександр Конецпольський — староста, каштелян, воєвода сєрадзький; подільський воєвода;
- Ян Биковський — староста (зять подільського воєводи Олександра Конецпольського);
- Ян Венжик — староста (зять подільського воєводи Олександра Конецпольського)[6].